# Motociklistična Velika nagrada Češke
Motociklistična Velika nagrada Češke je motociklistična dirka svetovnega prvenstva od sezone 1965, pred letom 1992 se je dirka imenovala Motociklistična Velika nagrada Češkoslovaške.

## Zmagovalci

### Motociklistična Velika nagrada Češke
| Sezona | Dirkališče | 125 cm3/Moto3         | 250 cm3/Moto2    | 500 cm3/MotoGP   | Poročilo |
| ------ | ---------- | --------------------- | ---------------- | ---------------- | -------- |
| 2020   | Brno       | Dennis Foggia         | Enea Bastianini  | Brad Binder      | Poročilo |
| 2019   | Brno       | Arón Canet            | Álex Márquez     | Marc Márquez     | Poročilo |
| 2018   | Brno       | Fabio Di Giannantonio | Miguel Oliveira  | Andrea Dovizioso | Poročilo |
| 2017   | Brno       | Joan Mir              | Thomas Lüthi     | Marc Márquez     | Poročilo |
| 2016   | Brno       | John McPhee           | Jonas Folger     | Cal Crutchlow    | Poročilo |
| 2015   | Brno       | Niccolò Antonelli     | Johann Zarco     | Jorge Lorenzo    | Poročilo |
| 2014   | Brno       | Alexis Masbou         | Esteve Rabat     | Dani Pedrosa     | Poročilo |
| 2013   | Brno       | Luis Salom            | Mika Kallio      | Marc Márquez     | Poročilo |
| 2012   | Brno       | Jonas Folger          | Marc Márquez     | Dani Pedrosa     | Poročilo |
| 2011   | Brno       | Sandro Cortese        | Andrea Iannone   | Casey Stoner     | Poročilo |
| 2010   | Brno       | Nicolás Terol         | Toni Elías       | Jorge Lorenzo    | Poročilo |
| 2009   | Brno       | Nicolás Terol         | Marco Simoncelli | Valentino Rossi  | Poročilo |
| 2008   | Brno       | Stefan Bradl          | Alex Debón       | Valentino Rossi  | Poročilo |
| 2007   | Brno       | Héctor Faubel         | Jorge Lorenzo    | Casey Stoner     | Poročilo |
| 2006   | Brno       | Alvaro Bautista       | Jorge Lorenzo    | Loris Capirossi  | Poročilo |
| 2005   | Brno       | Thomas Lüthi          | Daniel Pedrosa   | Valentino Rossi  | Poročilo |
| 2004   | Brno       | Jorge Lorenzo         | Sebastián Porto  | Sete Gibernau    | Poročilo |
| 2003   | Brno       | Daniel Pedrosa        | Randy de Puniet  | Valentino Rossi  | Poročilo |
| 2002   | Brno       | Lucio Cecchinello     | Marco Melandri   | Max Biaggi       | Poročilo |
| 2001   | Brno       | Toni Elias            | Tecuja Harada    | Valentino Rossi  | Poročilo |
| 2000   | Brno       | Roberto Locatelli     | Šinja Nakano     | Max Biaggi       | Poročilo |
| 1999   | Brno       | Marco Melandri        | Valentino Rossi  | Tadajuki Okada   | Poročilo |
| 1998   | Brno       | Marco Melandri        | Tecuja Harada    | Max Biaggi       | Poročilo |
| 1997   | Brno       | Noboru Ueda           | Max Biaggi       | Michael Doohan   | Poročilo |
| 1996   | Brno       | Valentino Rossi       | Max Biaggi       | Alex Criville    | Poročilo |
| 1995   | Brno       | Kazuto Sakata         | Max Biaggi       | Luca Cadalora    | Poročilo |
| 1994   | Brno       | Kazuto Sakata         | Max Biaggi       | Michael Doohan   | Poročilo |
| 1993   | Brno       | Kazuto Sakata         | Loris Reggiani   | Wayne Rainey     | Poročilo |

### Motociklistična Velika nagrada Češkoslovaške
Roza ozadje označuje dirke, ki niso štele za motociklistično prvenstvo.
| Sezona | Dirkališče | 80 cm³            | 125 cm³             | 250 cm³           | 350 cm³            | 500 cm³          | Poročilo |
| ------ | ---------- | ----------------- | ------------------- | ----------------- | ------------------ | ---------------- | -------- |
| 1991   | Brno       |                   | Alessandro Gramigni | Helmut Bradl      |                    | Wayne Rainey     | Poročilo |
| 1990   | Brno       |                   | Hans Spaan          | Carlos Cardús     |                    | Wayne Rainey     | Poročilo |
| 1989   | Brno       | Herri Torrontegui | Alex Criville       | Reinhold Roth     |                    | Kevin Schwantz   | Poročilo |
| 1988   | Brno       | Jorge Martinez    | Jorge Martinez      | Juan Garriga      |                    | Wayne Gardner    | Poročilo |
| 1987   | Brno       | Stefan Dörflinger | Fausto Gersini      | Anton Mang        |                    | Wayne Gardner    | Poročilo |
| Sezona | Dirkališče | 50 cm³            | 125 cm³             | 250 cm³           | 350 cm³            | 500 cm³          | Poročilo |
| 1982   | Brno       |                   | Eugenio Lazzarini   | Carlos Lavado     | Didier de Radigues |                  | Poročilo |
| 1982   | Brno       |                   | Eugenio Lazzarini   | Carlos Lavado     | Didier de Radigues |                  | Poročilo |
| 1981   | Brno       | Theo Timmer       |                     | Anton Mang        | Anton Mang         |                  | Poročilo |
| 1980   | Brno       |                   | Guy Bertin          | Anton Mang        | Anton Mang         |                  | Poročilo |
| 1979   | Brno       |                   | Guy Bertin          | Kork Ballington   | Kork Ballington    |                  | Poročilo |
| 1978   | Brno       | Ricardo Tormo     |                     | Kork Ballington   | Kork Ballington    |                  | Poročilo |
| 1977   | Brno       |                   |                     | Franco Uncini     | Johnny Cecotto     | Johnny Cecotto   | Poročilo |
| 1976   | Brno       |                   |                     | Walter Villa      | Walter Villa       | John Newbold     | Poročilo |
| 1975   | Brno       |                   | Leif Gustafsson     | Michel Rougerie   | Otello Buscherini  | Phil Read        | Poročilo |
| 1974   | Brno       | Henk van Kessel   | Kent Andersson      | Walter Villa      |                    | Phil Read        | Poročilo |
| 1973   | Brno       |                   | Otello Buscherini   | Dieter Braun      | Teuvo Länsivuori   | Giacomo Agostini | Poročilo |
| 1972   | Brno       |                   | Börge Jansson       | Jarno Saarinen    | Jarno Saarinen     | Giacomo Agostini | Poročilo |
| 1971   | Brno       | Barry Sheene      | Angel Nieto         | János Drapál      | Jarno Saarinen     |                  | Poročilo |
| 1970   | Brno       | Aalt Toersen      | Gilberto Parlotti   | Kelvin Carruthers | Giacomo Agostini   |                  | Poročilo |
| 1969   | Brno       | Paul Lodewijkx    | Dave Simmonds       | Renzo Pasolini    | Giacomo Agostini   | Giacomo Agostini | Poročilo |
| 1968   | Brno       |                   | Phil Read           | Phil Read         | Giacomo Agostini   | Giacomo Agostini | Poročilo |
| 1967   | Brno       |                   | Bill Ivy            | Phil Read         | Mike Hailwood      | Mike Hailwood    | Poročilo |
| 1966   | Brno       |                   | Luigi Taveri        | Mike Hailwood     | Mike Hailwood      | Mike Hailwood    | Poročilo |
| 1965   | Brno       |                   | Frank Perris        | Phil Read         | Jim Redman         | Mike Hailwood    | Poročilo |
| 1959   | Brno       |                   | Ernst Degner        | Frantisek Srna    | Frantisek Stastny  | Eric Hinton      | Poročilo |
| 1958   | Brno       |                   | Ernst Degner        | Frantisek Bartos  | Frantisek Stastny  | Dickie Dale      | Poročilo |
| 1957   | Brno       |                   | Ernst Degner        | O. Mayer          | Helmut Hallmeier   | Gerold Klinger   | Poročilo |
| 1956   | Brno       |                   | Frantisek Bartos    | Horst Kassner     | Frantisek Stastny  | Gerold Klinger   | Poročilo |
| 1955   | Brno       |                   | Vaclav Parus        | Horst Kassner     | Hans Baltisberger  | Keith Campbell   | Poročilo |
| 1954   | Brno       |                   | Frantisek Bartos    | Frantisek Stastny | Leonhard Faßl      | Gustav Havel     | Poročilo |
| 1947   | Praga      |                   |                     | Fergus Anderson   | Fergus Anderson    | Ted Frost        | Poročilo |